# Thorey

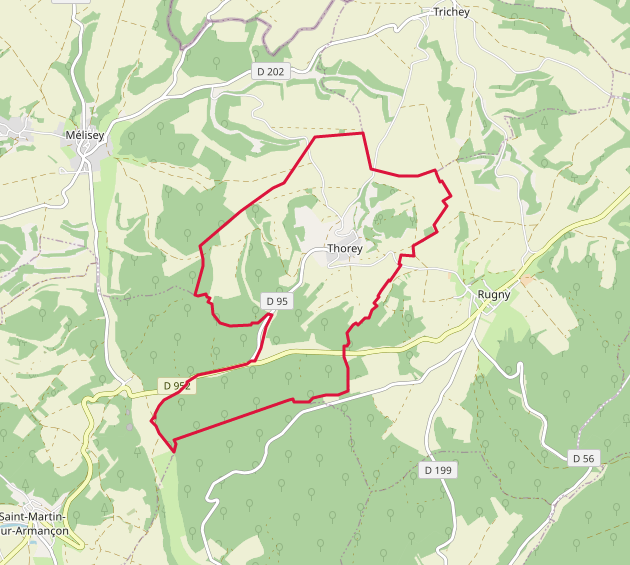
Mapa da delimitação do território de Thorey.

Thorey é uma comuna francesa na região administrativa de Borgonha-Franco-Condado, no departamento de Yonne. Estende-se por uma área de 6,88 km². Em 2010 a comuna tinha 33 habitantes (densidade: 4,8 hab./km²).